# Corythoichthys intestinalis

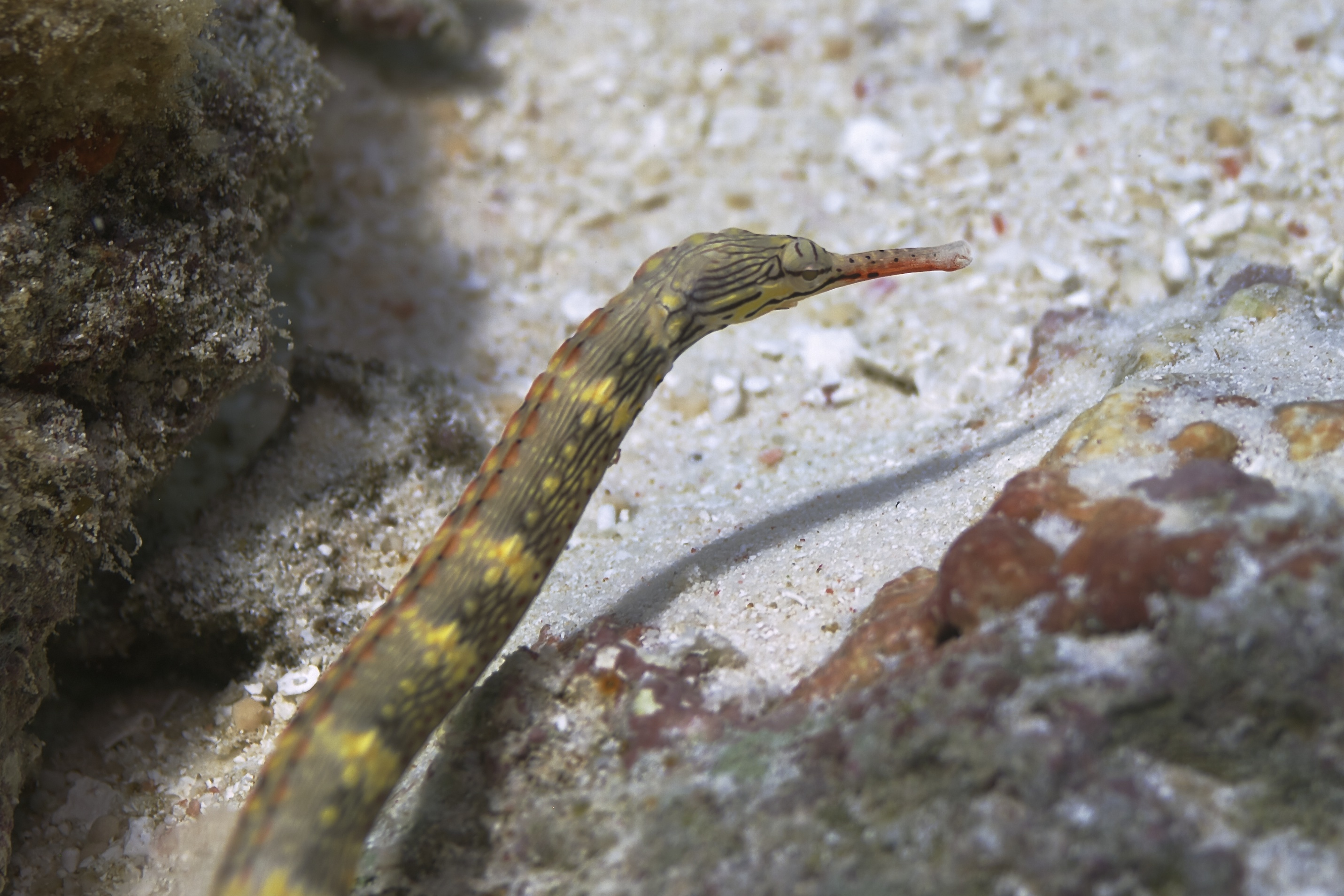
Corythoichthys intestinalis en Sorong, Papúa Occidental, Indonesia

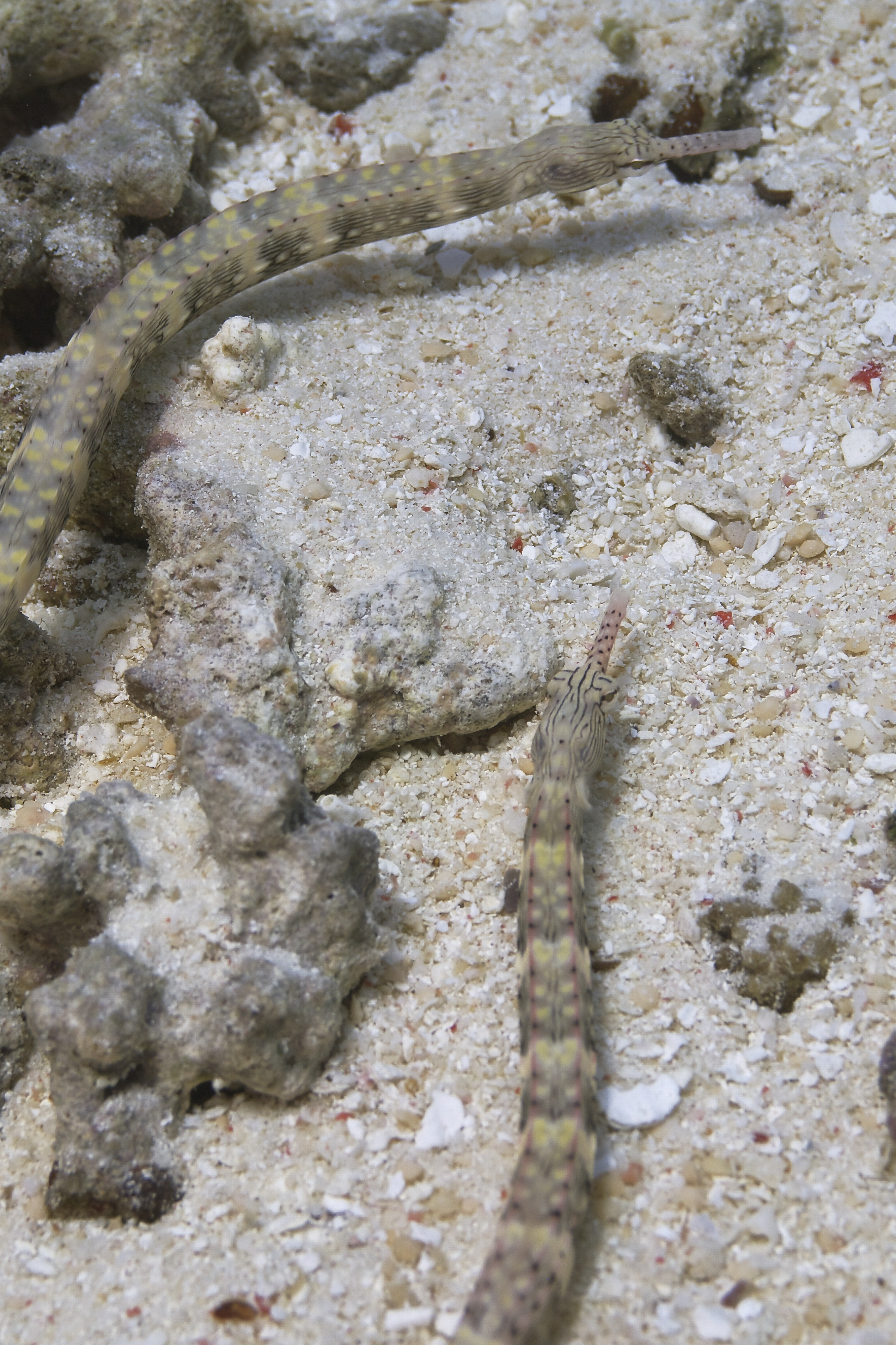
Pareja de Corythoichthys intestinalis en Indonesia

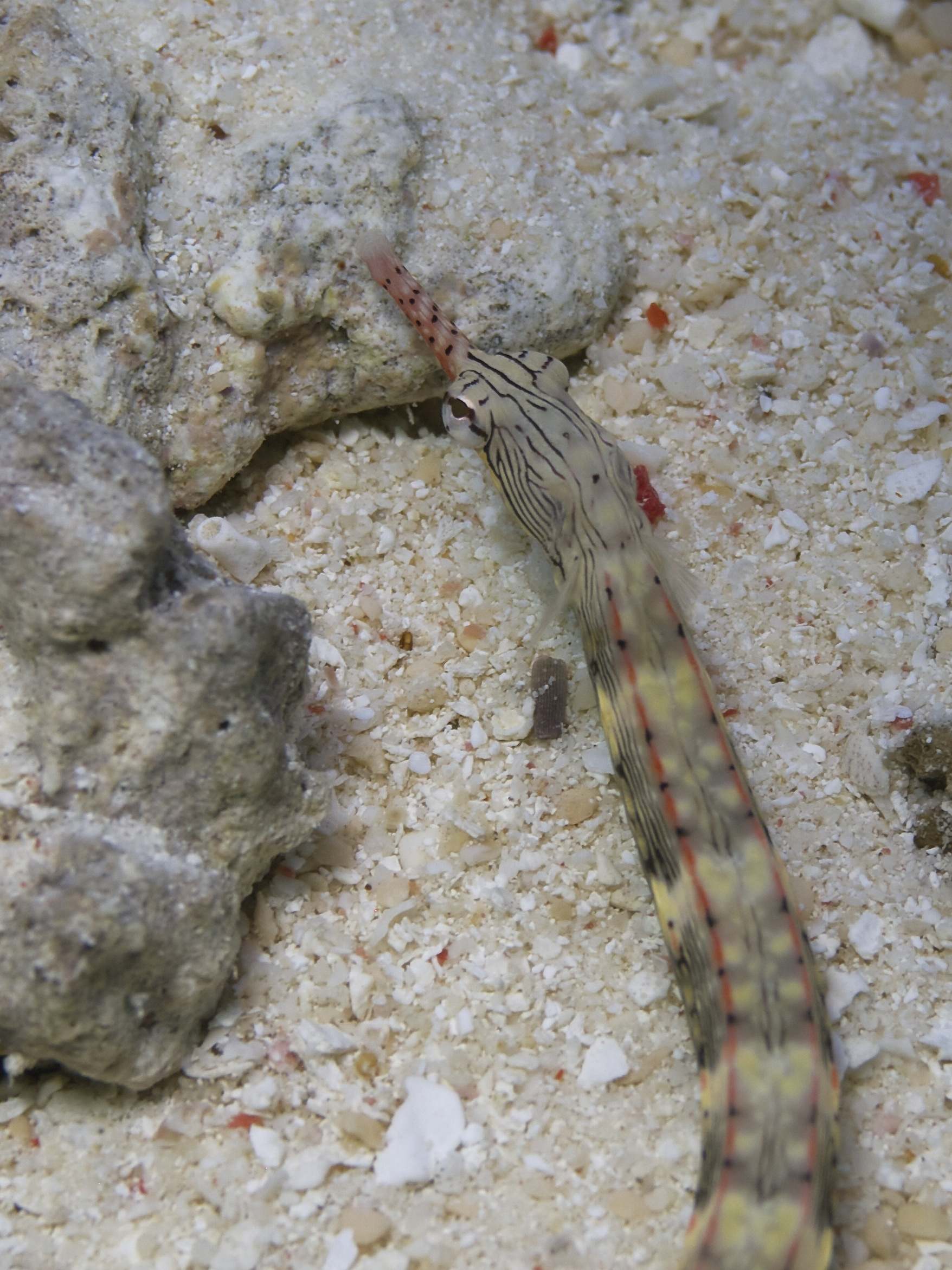
Corythoichthys intestinalis, Sorong, Indonesia

Corythoichthys intestinalis es una especie de pez de la familia Syngnathidae, en el orden de los Syngnathiformes.
Sus nombres más comunes en inglés son Scribbled pipefish, o pez pipa garabateado, y Banded pipefish, o pez pipa anillado.

## Morfología
Se caracteriza por su coloración de base blancuzca a amarillenta pálida, el hocico con puntos negros, barras difusas marrones sobre el cuerpo, con rayas onduladas marrones a negras. Tiene dos hileras de puntos negros en la espalda, que recorren el cuerpo y están unidas por una línea rojiza.
Carece de espinas en las aletas, tiene 26-32 radios blandos dorsales, 14-18 radios blandos pectorales, 4 radios blandos anales y 10 radios en la aleta caudal.  Cuenta con 15-17 anillos en el cuerpo y 31-37 anillos en la cola.
- Los machos pueden alcanzar los 16 cm de longitud total.[5]

## Reproducción
Es dioico y ovovivíparo. La hembra tiene ovopositor. El macho transporta los huevos en una bolsa ventral, la cual se encuentra debajo de la cola. Los huevos son color ámbar, con forma de pera y están embebidos parcialmente en la piel de la bolsa incubadora, recibiendo oxígeno de los capilares circundantes.
Los machos pueden criar cuando alcanzan los 6,5-7 cm de largos.

## Alimentación
Se alimenta de pequeños invertebrados bénticos, como copépodos y ostrácodos.

## Hábitat y comportamiento
Es un pez de mar, de clima tropical y asociado a los arrecifes de coral. Los adultos ocurren en áreas superficiales arenosas, coralinas o mixtas con escombro y arena. Preferentemente en lagunas y arrecifes planos, en ocasiones también en arrecifes exteriores.
Normalmente vive entre 20-68 m de profundidad, aunque se localizan desde 0,3 metros, y en un rango de temperaturas entre 24.04 y 29.33 °C.

## Distribución geográfica
Se encuentra desde Borneo hasta Samoa, las Islas Marshall, las Islas Marianas, Nueva Caledonia y Micronesia.
Es especie nativa de Australia, Filipinas, Guam, Indonesia, islas Marianas del Norte, islas Marshall, Micronesia, Nueva Caledonia, Palaos, Papúa Nueva Guinea, Polinesia Francesa, Samoa, islas Salomón y Tonga. Estando pendiente la confirmación de localizaciones en India y Tailandia.